# Wilfrid Crawford
Pas d'image ? Cliquez ici

b Matchs officiels uniquement.
Wilfrid Hornby Crawford, né le 25 août 1915 à Rochester et mort le 6 juin 1993, est un joueur de rugby à XV, qui a évolué au poste de troisième ligne aile pour l'équipe d'Écosse de 1938 à 1939.

## Biographie
Wilfrid Crawford a eu sa première cape internationale à l'âge de 22 ans le 5 février 1938, à l'occasion d’un match contre l'équipe du pays de Galles. Il est le seul buteur de l'équipe d'Écosse ce jour-là avec un essai, une transformation et une pénalité. Cette équipe remporte la triple couronne. Il inscrit dix huit points lors du tournoi. Wilfrid Crawford connaît sa dernière cape internationale à l'âge de 23 ans le 18 mars 1939, à l'occasion d'un match contre l'équipe d'Angleterre.

## Statistiques en équipe nationale
- 5 sélections avec l'équipe d'Écosse
- 21 points (1 essai, 3 transformations, 4 pénalités)
- Sélections par année : 3 en 1938, 2 en 1939.
- Tournois britanniques de rugby à XV disputés : 1938, 1939.